# Haimbuch (Mötzing)
Haimbuch ist eine Gemarkung und war bis 1971 eine Gemeinde im oberpfälzischen Landkreis Regensburg (Bayern).
Die Gemarkung hat eine Fläche von 1110,7 Hektar und liegt vollständig auf dem Gebiet der Gemeinde Mötzing. Auf ihr liegen deren Gemeindeteile Oberhaimbuch, Schafhöfen und Unterhaimbuch.

## Geschichte
Die Gemeinde Haimbuch im Landkreis Regensburg wurde im Zuge der Gebietsreform in Bayern zum Jahresbeginn 1972 in die Gemeinde Mötzing eingegliedert. Sie bestand aus den drei Gemeindeteilen Oberhaimbuch, Schafhöfen und Unterhaimbuch. Der Sitz der Gemeindeverwaltung war in Oberhaimbuch. Im Jahr 1964 hatte die Gemeinde eine Fläche von 1058,72 Hektar. Die Einwohnerzahl lag 1961 bei 285 Einwohnern, 1970 waren es 245 Einwohner. Den höchsten Einwohnerstand hatte die Gemeinde im Jahr 1950  mit 399 Einwohnern.